# Hugh Owen
Hugh Owen (16 de Julho de 1825 - Porto, 1891), 1.º Barão da Torre de Pero Palha, foi um escritor português.

## Biografia
Filho de Hugh Owen, Coronel de Hussardos do Exército Britânico, o qual serviu em Portugal no Exército Anglo-Luso durante a Guerra Peninsular, Comendador da Real Ordem Militar de São Bento de Avis e Cavaleiro da Real Ordem Militar da Torre e Espada, condecorado com as Medalhas da Guerra Peninsular, etc, e de sua mulher Maria Rita da Rocha Pinto Velho da Silva.
Pertenceu ao grupo boémio e literário, eivado do mais doentio Romantismo, que floresceu no Porto depois da Guerra Civil Portuguesa, e ao qual pertenceu Camilo Ferreira Botelho Castelo Branco, 1.º Visconde de Correia Botelho, seu grande amigo. A esse grupo pertenceu também José Augusto Pinto de Magalhães, que, com Fanny Owen, sua mulher e irmã de Hugh Owen, viveu uma das mais estranhas tragédias desse tempo, verdadeira novela Camiliana, que todos os leitores de Camilo conhecem, e onde perpassa a sina de fatalidade que parece ter marcado todos os contactos de amizade do Romancista que, nessa tragédia, aliás, tece intervenção muito directa. A história de Fanny Owen deu ainda origem a um romance homónimo de Agustina Bessa Luís.
Hugh Owen foi autor dum curioso livro de memórias, intitulado Here and There in Portugal. Notes of the Present and the Past, Londres, 1856, dedicado a seu pai. Deste livro escreveu Camilo: Que belos romances não poderão desentranhar-se das Memórias deste homem.
O título de 1.º Barão da Torre de Pero Palha foi-lhe concedido por Decreto de D. Luís I de Portugal de 12 de Agosto de 1866. Armas: escudo esquartelado, o 1.º de vermelho, com um chaveirão de prata, entre três galos de prata, o 2.º e o 3.º de ouro, com um veado de azul, e o 4.º de vermelho, com três cobras de prata entrelaçadas; timbre: um dos galos de prata do escudo; coroa de Barão. Listel com a divisa: ALERT AND LOYAL. São Armas familiares Inglesas.

## Casamento e descendência
Casou a 24 de Fevereiro de 1851 com Silvia Mary Bull (3 de Julho de 1836 - Monforte, 19 de Março de 1877), já viúva de Francisco António Chichorro da Gama Lobo, filha de William Nicholas Bull, Major do Exército Britânico, e de sua mulher Caroline Watkins, com geração.